# Партуно, Луи
Луи́ Партуно́ (фр. Louis Partouneaux; 1770—1835) — французский военный деятель, дивизионный генерал (1803 год), граф (1817 год), участник революционных и наполеоновских войн. Имя генерала выбито на Триумфальной арке в Париже.

## Биография

### Начало военной карьеры
Родился в семье шеф-повара Марка Партуно (фр. Marc Partouneaud; 1736—) и его супруги Женевьевы Фонвиль (фр. Geneviève Fondvielle; 1736—). Во время Великой Французской революции Партуно 21 июля 1791 года поступил гренадером в 1-й батальон волонтёров Парижа. 12 января 1792 года был произведён в младшие лейтенанты с назначением в 50-й пехотный полк в Северной армии. С 1792 года воевал в рядах Итальянской армии. 11 сентября 1792 года получил звание лейтенанта. 14 февраля 1793 года проявил себя при Соспелло и 15 апреля 1793 года за отличия был произведён в капитаны. 8 сентября содействовал разгрому пьемонтцев у Левенцо. 18 и 19 октября принял выдающееся участие в сражениях при Жилете. 22 октября во главе своих разведчиков он прогнал несколько тысяч пьемонтских солдат и крестьян, захвативших высоты, возвышающиеся над Ютеле. 24 ноября сражался при Кастель-Жинесте и Бреке, где командовал разведчиками левого крыла, и заслужил самую лестную похвалу от генерала Массена, под командованием которого он тогда находился. Призванный командовать армией, осадившей Тулон, генерал Дюгомье, ценивший военные качества капитана Партуно, выбрал его одним из шести офицеров, которых взял с собой. 16 декабря, при штурме английских редутов у Тулона, был ранен пулей, сломавшей ему правое колено, и на всю жизнь остался калекой. 20 декабря был произведён представителями народа при армии во временные командиры батальона штаба. Генерал Дюгомье, передавая патент, написал ему такие слова: «получить дань национального признания. Я передаю его вам с таким же удовольствием, сколь справедливо было бы предоставить его вам.». 24 сентября 1794 года участвовал в захвате Савоны.

### Полковник штаба
Последствия ранения давали о себе знать, и он вынужден был служить на побережье. 5 сентября 1795 года получил звание полковника штаба. В январе 1796 года состоял в дивизии Фонбонна. С 9 апреля 1796 года – в дивизии Казальта. 29 апреля 1796 года получил должность командующего острова Сент-Маргерит в Средиземном море. 1 октября был назначен комендантом Пиццигеттоне.
Уставший от пассивной службы, Партуно попросил и получил разрешение вступить в Итальянскую армию Бонапарта. 6 декабря стал начальником штаба в дивизии генерала Рея. Сражался при Короне. При Риволи, возвращаясь с секретного задания, порученного ему главнокомандующим, он собрал в беспорядке бригаду, отброшенную превосходящими силами, и снова привёл её в бой. Затем, под началом генерала Жубера принял участие вТирольской кампании и в походе в Каринтию. По заключении Кампо-Формийского мира был послан с дипломатическими поручениями в Рим и Венецию.
4 марта 1798 года в Ментоне женился на Луизе Жьянжьян де Бреа (фр. Louise Marie Françoise Giangian de Bréa; 1780-1874), от которой имел троих сыновей.

### Бригадный генерал
В марта 1798 года зачислен в дивизию Бараге д’Илье. Отличился в составе дивизии Гренье 26 марта под Вероной и 30 марта при Буссоленго. 23 апреля 1799 года был произведён в бригадные генералы, и получил поздравительное письмо от военного министра. Шерер, передавая Моро главное командование, сказал ему: «Я представляю вам Партуно, который в этой кампании творил чудеса». Продолжил службу под началом Гренье. 20 июня сражался при Сан-Джулиано. 12 июля был переведён в дивизию Груши, а в августе – под начало Периньона. 15 августа в сражении при Нови был тяжело ранен картечью в почку и взят в плен австрийскими войсками генерала фон Беллегарда в Пастуране.
В октябре 1800 года Партуно был обменян на австрийского генерала фон Цаха и вернулся во Францию. 20 декабря 1800 года получил должность коменданта Эренбрайтштайна, и перед ним была поставлена задача сноса этой крепости.
С 1 апреля 1801 года без служебного назначения. 10 октября 1801 года назначен в 19-й военный округ. 16 февраля 1802 года переведён в 8-й военный округ и возглавил департамент Приморские Альпы.

### Во главе пехотных дивизий

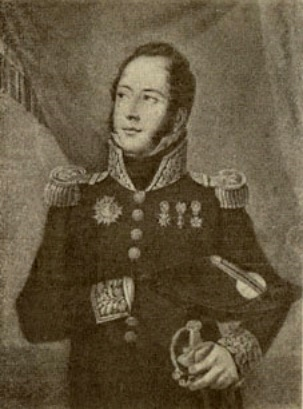
Генерал Партуно

Произведённый 27 августа 1803 года в дивизионные генералы, 29 августа возглавил пехотную дивизию в лагере Монтрёй под началом генерала Нея Армии Берегов Океана. 31 октября 1804 года заменён во главе дивизии генералом Малером, и с 2 марта 1805 года оставался без служебного назначения.
24 сентября 1805 года Партуно получил под своё начало резервную гренадерскую дивизию в Итальянской армии маршала Массены и отличился 29 октября при Сан-Микеле, где отбросил врага. 30 октября при Кальдьеро его люди находились в резерве, когда около четырёх часов вечера австрийцы выдвинули свои резервы в составе 24 гренадерских батальонов при поддержке пяти кавалерийских полков. Маршал Массена также выдвинул дивизию Партуно, состоящую из 11 батальонов. Французская кавалерия отбрасывает австрийскую кавалерию, а гренадеры Партуно штыковой атакой решают исход сражения в пользу французов. Потом участвовал в переходах через Тальяменто 13 ноября и Изонцо 15 ноября.31 декабря, находясь под началом Богарне, был при блокаде Венеции. 1 февраля 1806 года Партуно поменялся с генералом Гарданном местами, и возглавил пехотную дивизию Армии Неаполя под началом Жозефа Бонапарта. Партуно без особого сопротивления овладел Капуей, а 13 февраля 1806 года вместе с Дюэмом занял Неаполь. 21 февраля 1806 года Партуно был назначен комендантом гарнизона этого города, а также его фортами и заливом. С 19 октября 1806 года командовал дивизией в Абруцци. В июне 1808 года сменил генерала Матьё, отбывшего с Жозефом в Испанию, во главе корпуса в Калабрии. В конце июня 1809 года британцы и сицилийцы подошли к побережью Калабрии, отыскивая удобный пункт для высадки и шпионя за сигналами, согласованными с недовольными во внутренних районах, но генерал Партуно принял столь суровые меры и так хорошо скоординировал свои действия, что никто не смеет пошевелиться. Некоторые частичные высадки, произошедшие в разных точках, были решительно отбиты французскими постами. В конце того же месяца британскому генералу Стюарту сообщили, что некоторые демонстрации, устроенные по его приказу в заливе Поликастро, привлекли к этому месту генерала Партуно с большой частью его войск. Поэтому Стюарт решает попытаться высадиться возле Шиллы. Войска противника приближаются без сопротивления и уже готовятся атаковать форт Шилла, когда генерал Партуно форсированными маршами настигает неприятеля, который увидев его прибытие, быстро грузится на борт, бросив на берегу осадную артиллерию, боеприпасы, багаж, провиант и т. д. Вынужденный увести свои войска далеко от Шиллы, в то время, когда король Неаполя хотел предпринять попытку завоевания Сицилии, он взорвал эту крепость, которую англичане могли бы захватить в его отсутствие. Эти действия вызвали непонимание и порицание Мюрата, но получили одобрение Императора, который, узнав о них, заявил, что это единственная военная операция кампании. В следующем году в Калабрии он командовал 1-й дивизией Неаполитанской армии, предназначенной королём Мюратом для оккупации Сицилии, и ему часто приходилось сражаться.

### Кампания в России
С 20 апреля по 1 июля 1811 года возглавлял 3-юпехотную дивизию обсервационного корпуса Италии. 9 января 1812 года возглавил 11-ю пехотную дивизию обсервационного корпуса Берегов Океана. А 28 января 1812 года встал во главе 12-й пехотной дивизии того же корпуса. В 1812 году, во время похода в Россию, дивизия Партуно входила в состав 9-го корпуса Виктора. Этот армейский корпус прибывает в Смоленск в первых числах сентября и занимает расквартирование от этого города до Орши. При отступлении французов из Москвы, 26 ноября, он получил приказ маршала Виктора действовать со своей дивизией в качестве крайнего арьергарда армии, что и выполнил до Борисова. Участвовала в делах при Чашниках и Смолянах.
При переправе Великой армии через Березину дивизия Партуно, составлявшая арьергард корпуса маршала Виктора, и кавалерийская бригада генерала Делетра оставалась в Борисове, прикрывая мост. 26 ноября на неё обрушился корпус графа Витгенштейна. Надеясь пробиться, Партуно в сумерки атаковал русские войска, но был отбит с большими потерями. Видя себя окружённым, Партуно послал к Витгенштейну офицера для переговоров о сдаче, а сам с частью дивизии уклонился в сторону, желая лесами пробраться к переправе у Студянки, но не имел успеха и был взят в плен генералом Боде. Утром 29 ноября сложила оружие и остальная часть его дивизии. В 29-м бюллетене Великой Армии действия Партуно и его дивизии подверглись жёсткой критике со стороны Императора. Однако, Наполеон не знал о препятствиях, с которыми столкнулась дивизия Партуно, о боях, которые она выдержала, о понесённых ею потерях и о её длительных усилиях по открытию прохода. Будучи лучше информированным, Наполеон поспешил отдать должное генералу.

### На службе Бурбонов
Проведя в плену следующие полтора года, Партуно 24 июля 1814 года вернулся во Францию и оставался без служебного назначения. Глубоко огорчённый обвинениями о сдаче дивизии, содержащимися в 29-м бюллетене и о которых он узнал только по возвращении во Францию, он настоятельно просил различных военных министров, сменявших друг друга в то время, и послал им отчёт о том, что произошло у Борисова. Маршал Сульт, уполномочив его 6 февраля 1815 года придать своим мемуарам всю необходимую огласку, он позаботился о сборе материалов и документов, необходимых для написания более полного отчёта о своём поведении в этом деле, когда Наполеон вернулся с острова Эльба. Едва известие об этом событии дошло до Парижа, как военный министр письмом от 5 марта приказал генералу Партуно немедленно покинуть пост и отправиться в Лион к графу Артуа, который должен дать ему новые приказы. Несмотря на неоднократно адресованные ему предписания императорского правительства, Партуно не желает принимать на себя никаких функций и отправляет письмо самому императору: «Я не оставлю несчастного принца, у которого есть только права и добродетели, чтобы противостоять потоку, вызванному судьбой и именем Вашего Величества. Ваше Величество было очень несправедливо ко мне в своём 29-м бюллетене. Я выполнил свой долг, я сделал всё, что можно было ожидать от человека чести в том ужасном положении, в котором я оказался, и Ваше Величество бьёт меня дубинкой! Те, кто игнорировал полученные мною приказы, то, что я сделал, и препятствия, с которыми я столкнулся, обвиняли меня, находили меня неправым; храбрые люди, знавшие меня, не могли себе этого представить, но они боялись за меня. Я лишь жаловался на крайнюю несправедливость Вашего Величества. Каждый день я всё ещё нахожусь в жестокой необходимости объяснить это злополучное дело. Униженный и подавленный этим ударом, я собрал официальные документы и составил обращение к армии. Эти документы в настоящее время печатаются в Париже, если только моим друзьям не помешает сделать это возвращение Вашего Величества; Что касается меня, то мне не о чем беспокоиться, потому что самое дорогое для меня – это честь!»
Откровенность, с которой генерал высказался в этом письме, а также его постоянный отказ от службы, не помешали, однако, государю быть к нему добрым. Наполеон спонтанно предоставляет его сыновьям в средней школе Марселя три бесплатных места, которых они лишились из-за событий 1814 года в средней школе Турина. Однако 15 июня маршал Даву, тогдашний военный министр, писал Партуно: «Генерал, по получении этого письма вы любезно выедете в Париж и получите место назначения. Если вы не подчинитесь этому приказу, я буду вынужден потребовать вашего увольнения или суда». Журнал «Journal de l'Empire» называет его по имени одним из четырех генерал-лейтенантов, которым предназначалось командование армейским корпусом. Битва при Ватерлоо предотвратила печальные последствия, которые мог иметь для генерала Партуно новый отказ с его стороны.
После окончательного возвращения во Францию Людовика XVIII Партуно с 21 июля 1815 года командовал 8-м военным округом в Марселе. После признания его власти в Марселе этот генерал отправился в Тулон, где о новом правительстве было ещё мало известно. По дороге он узнал, что маршал Брюн только что покинул Тулон в сопровождении 60–80 конных егерей из 14-го полка и что значительные толпы двинулись, чтобы схватить его. Генерал Партуно, не теряя времени, побежал в ближайший британско-сицилийский городок и попросил офицера во имя чести и гуманности оказать маршалу помощь и содействие, что и было предоставлено. Прибыв в Тулон, Партуно сначала тщетно пытался убедить гарнизон подчиниться,. В это время во Францию вторглись неприятели, и несколько французских опорных пунктов оказались во власти врагов. Прованс оккупирован 50 тысячами австрийцев и англичан, желавших захватить Тулон и Антиб; но эти места, хотя и выставили белый флаг, не открывают своих дверей перед союзниками, и согласно полученным инструкциям от Партуно, держат их на приличной оборонительной позиции. 25 сентября он направил из своей штаб-квартиры в Марселе прокламацию, которая была вывешена на всех стенах города. Этот официальный документ, раскрывающий чувства, одушевлявшие генерала Партуно, был донесен 27 числа того же месяца министру внутренних дел генеральным секретарём префектуры Буш-дю-Рон как вызывающий недовольство союзников и причиняет боль лорду Эксмуту. 6 октября граф Ватиблан направил копию доноса герцогу Фельтре, который 8-го ответил, что предложит королю удалить этого генерал-офицера из 8-го округа и передаст его под другое командование. Однако претензии вражеских генералов породили обильную переписку. Партуно писал своим противникам: «Если ваши войска подойдут слишком близко к гласису этих двух мест (Тулона и Антиба), я отдал приказ открыть по ним огонь. Звук набата, и весь Прованс восстанет как один человек». 2 октября он дал указание генералу Ларденуа, командующему Тулоном, поддерживать порядок и прежде всего сохранять это место.
12 октября 1815 года генерала сняли с поста в Марселе и отправили командующим в 10-й военный округ в Тулузе, где он оставался до 6 октября 1819 года. Именно благодаря поведению и терпеливой умеренности генерала Партуно в 1816 году удалось разрешить серьёзный конфликт в Тулузе, угрожавший новой гражданской войной. 6 декабря 1820 года стал командиром 1-й пехотной дивизии королевской гвардии. 20 октября 1821 года был избран депутатом от департамента Вар. Был переизбран 6 марта 1824 года и 24 ноября 1827 года. Поражённый через некоторое время инсультом, он запросил и добился обмена с генерал-лейтенантом графом Рикаром, и 1 января 1829 года вновь возглавил 8-й военный округ. Именно под его руководством были начаты первые приготовления к африканской экспедиции, что повысило важность его командования. 3 июля 1830 года не смог переизбраться в депутаты. 6 августа 1830 года попросил отставки, и был заменён генералом Корсеном. 7 февраля 1831 года помещён в резерв генерального штаба. 13 августа 1832 года генерал вышел в отставку и поселился в Монако, где скончался от скончался от инсульта 14 января 1835 года.
В своих «Мемуарах» подполковник Абраам Россле, служивший под началом Партуно в Неаполе, пишет, что генерал был выдающимся лидером во всех отношениях.

## Воинские звания
- Гренадер (21 июля 1791 года);
- Младший лейтенант (12 января 1792 года);
- Лейтенант (11 сентября 1792 года);
- Капитан (15 апреля 1793 года);
- Командир батальона штаба (20 декабря 1793 года);
- Полковник штаба (5 сентября 1795 года);
- Бригадный генерал (23 апреля 1799 года);
- Дивизионный генерал (27 августа 1803 года).

## Титулы
- Граф Партуно (фр. comte Partouneaux; декрет от 20 ноября 1816 года, патент подтверждён 15 марта 1817 года).

## Награды
Легионер ордена Почётного легиона (11 декабря 1803 года)
 Коммандан ордена Почётного легиона (14 июня 1804 года)
 Командор королевского ордена Обеих Сицилий (19 мая 1808 года)
 Высший сановник королевского ордена Обеих Сицилий (1811 год)
 Кавалер военного ордена Святого Людовика (13 августа 1814 года)
 Великий офицер ордена Почётного легиона (23 августа 1814 года)
 Большой крест ордена Почётного легиона (13 августа 1823 года)
 Командор военного ордена Святого Людовика (1 мая 1824 года)
 Большой крест военного ордена Святого Людовика (29 октября 1828 года)